# مانوئل اوربانو
مانوئل اوربانو (به پرتغالی: Manoel Urbano) یکی از شهرستان های برزیل است که در اکری واقع شده‌است.

## خصوصیات
مانوئل اوربانو ۹٬۳۸۷ کیلومترمربع مساحت و ۷٬۱۴۸ نفر جمعیت دارد.